# Гайдукевич Ярослава Михайлівна
Ярослава Михайлівна Гайдукевич (нар. 27 серпня 1944, с. Золота Слобода, Козівський район, Тернопільська область, УРСР, СРСР) — український краєзнавець, музейний працівник, член правління Тернопільської обласної організації Національної спілки краєзнавців України, вчений секретар Тернопільського обласного краєзнавчого музею. Дружина заслуженого працівника культури України Остапа Гайдукевича.

## Життєпис
Ярослава Гайдукевич народилася 27 серпня 1944 року в с. Золота Слобода тепер Тернопільського району . Закінчила філологічний факультет Львівського державного університету ім. Івана Франка (1966).
Від 1974 р. працювала у Тернопільському обласному краєзнавчому музеї на посадах завідувачки відділу, заступника директора з наукової роботи. Від 1984 до 2021 р. — вчений секретар музею.
Членкиня Національної спілки краєзнавців України (1992), у 1992—2008 рр. — секретар Тернопільської обласної організації Спілки.

## Доробок
Ярослава Михайлівна — співавтор путівників «Тернопільський краєзнавчий музей» (1983) та «Музеї Тернопільщини» (1989), нарису «Тернопільський обласний краєзнавчий музей» (1998), ініціатор видання, упорядник та редактор музейних збірників «Наукові записки» (1993, 1997, 2003), літературний редактор краєзнавчих та художніх видань. Її перу належить історико-краєзнавча розвідка «Золота Слобода» (2000), науково-краєзнавче дослідження «Тернопільський обласний краєзнавчий музей: історія, фонди» (2008), ряд публікацій з історії та культури краю в альманахах, наукових та періодичних виданнях.